# Silo Andrianandraina
Dans le nom malgache Andrianandraina Silo, le nom de famille précède le prénom, mais cet article utilise l’ordre habituel en français Silo Andrianandraina, où le prénom précède le nom.

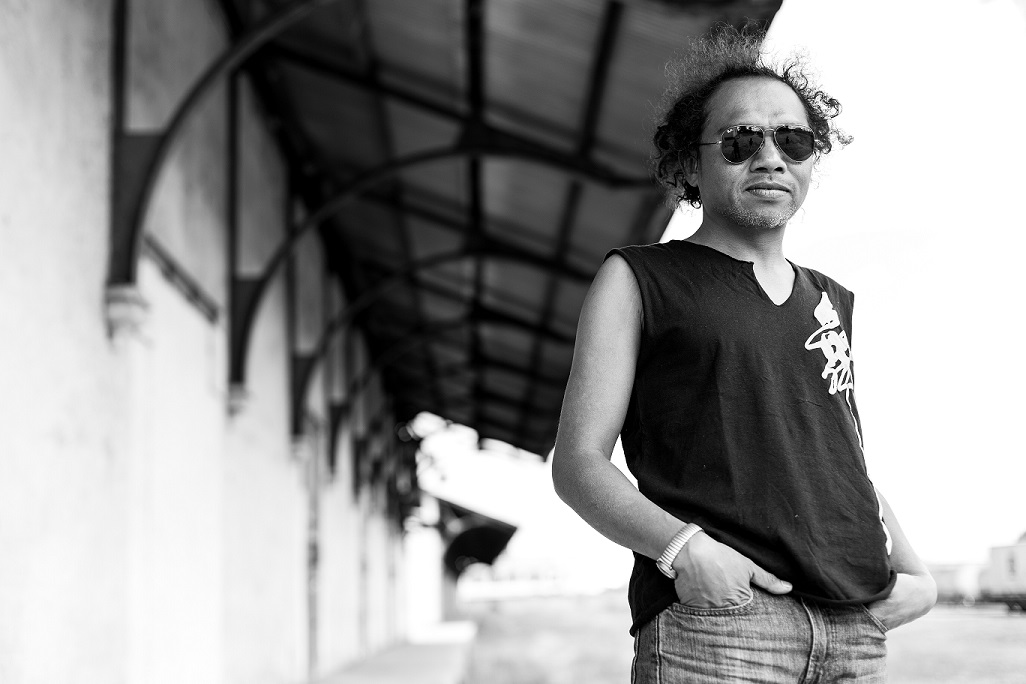
Silo (Andrian, Andrianandraina)

Silo Andrianandraina dit Silo Andrian ou Silo est un musicien multi-instrumentiste, compositeur, arrangeur et chef de formation malgache né en 1974 à Antananarivo (Madagascar). 
Il joue, chante et compose dans plusieurs genres musicaux qui vont de la musique improvisée (jazz, world jazz, blues) à la musique de variété en passant par la fusion, la soul et même le rap. Aimant tout sauf les étiquettes, il préfère se définir lui-même simplement comme un « ambassadeur de la belle musique malagasy ».
Localement, Silo Andrianandraina (« Silo » tout court à Madagascar) a joué et/ou enregistré avec presque tous les artistes malgaches actuels. Sur le plan international, à travers ses nombreux tours du monde  et les festivals internationaux (notamment le Madajazzcar), il a eu l’occasion de se frotter musicalement avec un très grand nombre d’artistes du monde entier dans les domaines du jazz et d’autres genres : Omar Sosa, Linley Marthe, Tony Rabeson, Paco Sery, Stephan Eicher, Nicolas Folmer : « Je ne me souviens plus des noms des pays que j’ai visités pendant ces 24 années de scène. Il en est de même de ceux des artistes que j’ai accompagnés », déclare-t-il lors d’un entretien en 2008.
Il est, avec Nicolas Vatomanga, considéré par les médias malgaches comme l’un des artistes majeurs de la jeune génération de l'île .

## Biographie
Silo Andrianandraina est le fils de Tovo Andrianandraina, pianiste, compositeur et professeur de musique, spécialement de jazz. Il reçoit très tôt une formation musicale de la part de son père et commence à jouer au piano à huit ans. À dix ans, il se produit à la TVM, la télévision nationale où il démontre ses talents en improvisant sur des thèmes de ragtime. Il remporte, à onze ans, le concours de jazz « Rotary jeune talent ».
Dès l’âge de 14 ans, parallèlement à ses études, il entame une carrière semi-professionnelle dans les circuits musicaux d’Antananarivo, sans distinction de genres. On le voit à cette époque accompagner tour à tour : les Mahaleo (variété – world), le bassiste Tôty (un musicien multi genre), Jeneraly et Vahömbey, Olombelo Ricky, Dama Mahaleo, Jaojoby Eusèbe , etc..
En 1991, il fonde son propre groupe, SDF (pour Simple Defiance of Fancy) pour lequel il compose et arrange toutes les chansons, dans un genre plutôt fusion pop. Le groupe rencontre un succès immédiat.[réf. nécessaire]. Pendant les dix années qui suivent, il se produit dans toute l'île avec son groupe, tout en accompagnant d’autres artistes malgaches, locaux et internationaux. On le voit également apparaître chaque année aux Madajazzcar, la plupart du temps en compagnie du bassiste Tôty, son grand et regretté ami.
En 1993, le groupe sort Mifandamoro (« S’aimer »), un album qui inaugure le genre fusion à Madagascar. On y trouve, décorant des paroles parfois crues, une musique qui mixe pêle-mêle des accents de funk, de rap, de rock voire de reggae, mais toujours avec un fond  de swing et de groove. En 2001, Silo sort son second opus Rimorimo (« Couse rapide ») qui, non seulement évoque sans doute[pourquoi ?] sa vie d’alors, toujours sur la brèche, sollicité de toute part entre un enregistrement et un concert, mais le titre est aussi provocateur car il tranche avec la philosophie de la lenteur qui frise la nonchalance (le « moramora ») caractéristique du peuple de la grande île. Musicalement, l’album contraste aussi avec ceux qu’on avait l’habitude d’entendre[Lesquels ?]. Les arrangements sont très fouillés[non neutre], les thèmes restent mélodieux mais avec des tensions et des changements de tonalité fréquents, les riffs sont joués avec une rigueur métronomique, sans fioriture aucune[non neutre].

## Discographie

### En tant que leader
- 1993 : Mifandamoro (SDF)
- 2001 : Rimorimo (Silo)
- 2012 : Silography (Silo), Libertalia-Music Records

### Album collectif
- 2008 : Malagasy  Jazz Social Club : Mada In Blue (CD)  - Harmonia Mundi
- 2003 : Stars of afro pop - EUCD1680 ARC Music Productions International Ltd. Compilation avec Hanitra Ranaivo, Cesaria Evora, Youssou N'Dour, Manu Dibango, Zap Mama, Touré Kunda et Papa Wemba.

### Enregistrements publics
- 2000 : Rabentrol (live avec Tôty, Émission « Jazz plus » de TV Plus Madagascar)
- 2004 : Bœuf au Piment Café (live avec Tôty)
- 2004 : Solo lors du concert du Festival Jazz en Plein Air à La Réunion  (live avec Tôty b, Cécile Bonacina sb et Hary Ratsimbazafy dr)

### Avec d’autres artistes
- 1991 : Jamba (Rija Ramanantoanina)
- 1992 : Farakely (Dama)
- 1993 : Kalangita (Ricky)
- 1994 : Tolory ahy (Liva Andrianavalona)
- 1995 : Fahiny sy ankehitriny (R.R Majunga)
- 1995 : Live (Rakoto)
- 1996 : Avia (Hanta)
- 1997 : Kely Kely (Gastafaray)
- 1998 : Omeko anao (Hanitra Ranaivo)
- 1999 : Manatosaka (Samoela)
- 1999 : Mbolatiana (Mbolatiana)
- 1999 : Laro Gasy (Tiana)
- 2000 : Nantenaina (Zay)
- 2000 : Mangingina (Spesialista)
- 2001 : Fihavanana (Roberto Manes)
- 2001 : Efa sy dimy (Samoela)
- 2003 : Hir'Aina (Nanie)
- 2004 : Rajima Vs Slam Jah (Krutambull)
- 2005 : Isika no Miaraka Mozika Tsotra Izao sur la musique de Fanja Andriamanantena
- 2007 : Melo Gasy (Fanaiky) - Label Fan Prod
- 2007 : Bamako Tanà (Social Fusion)
- 2011 : V.O (Ariston Vonjy)
- 2011 : Gôma (Fanaiky)
- 2011 : Fototse (Têta) - Label Buda Musique
- 2013 : Ny ampitso (Zp Zo-Hely Ratsimbazafy)

## Filmographie
Comme musicien et/ou interviewé
- 2004 : Sur les murs de la ville
- 2009 : Malagasy Jazz Social Club (DVD) - Harmonia Mundi
- 2010 : Madajazzcar 2008 (court métrage) - Digital D- evelopment Communication